# Mandingoa nitidula
La estrilda verde (Mandingoa nitidula) es una especie de ave paseriforme de la familia estrildidae propia del África subsahariana. Es la única especie del género Mandingoa . 

## Subespecies
Se reconoce cuatro subespecies: 
- Mandingoa nitidula chubbi
- Mandingoa nitidula nitidula
- Mandingoa nitidula schlegeli
- Mandingoa nitidula virginiae

## Hábitat
La estrilda verde habita las tierras bajas, mayormente en los bosques tropicales de la región. Se puede encontrar también en las praderas y zonas de matorral.